# Jakob ben Abba Mari Anatoli
Jakob ben Abba Mari Anatoli  († 1256) war ein im 13. Jahrhundert wirkender, Philosophie treibender Arzt aus der Provence. Unter Friedrich II. war er in Neapel als Übersetzer aus dem Arabischen tätig. Als eifriger Maimonides-Anhänger verfasste er philosophisch-allegorisierende Homilien zum Pentateuch (malmad ha-talmidim). Zu seinen wichtigsten Werken gehören Übersetzungen von Texten von Averroes.